# Crue de la Maine de 1995
La crue de la Maine de 1995 a été la plus importante crue enregistrée par la rivière. La ville d'Angers qui borde la Maine a été inondée du 23 janvier au 7 février 1995. Au plus fort des inondations, la Maine a atteint 6,69 m au pont de Verdun le 29 janvier soit 6 cm de plus que le précédent record enregistré le 2 décembre 1910. Cette crue est la conséquence des douze mois précédents où il était tombé une tonne de pluie au mètre carré, et d'une tempête les jours précédents. Le débit de la rivière a atteint 1 800 m3/s alors que le débit moyen pour le mois de janvier est de 264 m3/s. Il s'agit de la crue de référence pour l'aménagement d'Angers et de son agglomération.

## Chronologie[4]
- Lundi 23 janvier

La Maine atteint la cote de 4,40 m au pont de Verdun et le bassin de la Maine est en alerte jaune. Il s'agit de la conséquence de la tempête qui s'abat sur l'Anjou depuis le 19 janvier. Les 3 confluents de la Maine, la Sarthe, le Loir et la Mayenne font sortir la rivière de son lit. La Maine est passée de 2,75 m à 4,40 m en 3 jours.
- Mardi 24 janvier

La Maine atteint la cote de 5,30 m au pont de Verdun et la situation commence à être qualifiée de grave en raison du retour des pluies.
- Mercredi 25 janvier

La Maine atteint la cote de 5,57 m au pont de Verdun. L'eau monte à un rythme de 2 cm par heure à Angers et les maisons dans les villes en amont comme Durtal, Tiercé, Châteauneuf-sur-Sarthe, Cheffes et Briollay commencent à être inondées.
- Jeudi 26 janvier

La Maine atteint la cote de 5,77 m au pont de Verdun. La direction départementale de l'équipement décide d'inonder la voie sur berges d'Angers afin de limiter la pression de la rivière sur les parois des ponts. Les bas quartiers d'Angers sont inondés et 22 communes ont les pieds dans l'eau.
- Vendredi 27 janvier

La Maine atteint la cote de 6,31 m au pont de Verdun. Le pont de Verdun est totalement fermé à la circulation et 200 passerelles sont installées dans les bas quartiers d'Angers.
- Samedi 28 janvier

La Maine atteint la cote de 6,53 m au pont de Verdun.
- Dimanche 29 janvier

La Maine atteint la cote de 6,69 m au pont de Verdun marquant un record historique. La crue est désormais qualifiée de "crue du siècle" par les médias. Les ponts Jean-Moulin, de la Haute-Chaîne et de Verdun sont fermés à la circulation. Le pont de la Basse-Chaîne continue d'assurer la circulation et deux de ses 4 voies sont consacrées aux services de secours. Le pic de la crue est atteint en fin d'après-midi.
- Lundi 30 janvier

La Maine atteint la cote de 6,65 m au pont de Verdun. La crue commence à baisser après 2 jours sans pluie et le soleil qui revient.
- Mardi 31 janvier

La Maine atteint la cote de 6,47 m au pont de Verdun. La décrue commence à s'amorcer.
Fin janvier, au plus fort de la crise, l'eau monte de 2 à 3 cm par heure.

## Conséquences
Aucune victime n'est à déplorer. 13 000 hectares des basses vallées angevines sont inondés. 350 entreprises sont sinistrées, notamment toutes celles de la zone industrielle Saint-Serge. Selon les assureurs cette crue a coûté plus de 650 millions d’euros.

## Moyens mobilisés
13 km de madriers, 9 000 parpaings et 1 700 m de barrières ont été installés par près de 200 agents municipaux durant les 14 jours de crue. Des agents de la sécurité civile de Nogent-Le-Rotrou, les sauveteurs en mer de Nantes sont appelés en renfort pour assurer le secours aux riverains.